# Concepción Sánchez
Concepción Sánchez (Buenos Aires, Argentina, ¿? - ibídem, 18 de mayo de 1970) fue una bailarina, vedette y actriz de cine, radio y teatro argentina.

## Carrera
Sánchez fue una primera actriz radiotelefónicas que hizo parte de su carrera en el cine y sobre todo en el teatro argentino. 
En 1891 integran una compañía como "primera triple" encabezada por la actriz Hortensia Mayorga.
En 1918 trabaja como bailarina de tango junto con Tito Lusiardo en El cabaret de Carlos Mauricio Pacheco.
En la pantalla grande se destacó como actriz de reparto comicodramática junto a primeras figuras de la escena nacional como León Zárate, Irma Córdoba, Pepita Muñoz y Amelia Bence.
También actuó en varios radioteatros en Radio El Mundo, donde se caracterizó popularmente por aporrear el lenguaje. Se destacó en la versión radial de Fuegos artificiales.
En teatro integra entre 1918 y 1922 la "Compañía Luis Vittone- Segundo Pomar". En el '18 trabaja en el teatro cómico-lírico nacional en una obra encabeza Olinda Bozán. Luego actúa en un sainete de un acto y tres cuadros original de Ivo Pelay estrenado en el Politeama Argentino. 
A mediados de 1950 los peronistas Fernando Riera y Arturo del Río eran el gobernador y vicegobernador de la provincia de Tucumán cuando el actor José Ramírez y su compañía del integraba Sánchez, debutaron en el Teatro Alberdi de Tucumán con la "revista de actualidad tucumana" cuyo título Sería un loco desvarío/que yo me riera del río jugaba con los apellidos de los nombrados. Sea por la gracia del libreto o por el hecho de que el género no era -ni es- nada común en esa ciudad, lo cierto es que la revista tuvo mucho éxito durante la breve estadía de la compañía, con dos funciones diarias del 14 al 18 de julio. Ramírez tenía el papel protagónico, además de Concepción, Pura Delgui, Mabel Cabello, Julio Bianquet y Arturo Bambio. Según la crónica del diario La Gaceta la obra en diez cuadros se destacada por sus "ajustadas caracterizaciones" y sus números musicales con "compass de tangos, boleros y otras piezas populares conocidas". El autor -escondido tras un seudónimo- era Pedro Gregorio "Perico" Madrid (1904-1963), en ese momento empresario del Teatro Alberdi, una figura muy popular en Tucumán que fue productor y libretista del film El diablo de las vidalas (1951), sobre la vida del general Aráoz de Lamadrid, a quien hacía referencia el tercer cuadro de la obra teatral titulado "Al diablo con las vidalas".

## Filmografía
- 1937: El forastero.[4]

## Teatro
- El cabaret (1918)
- Juvenilia (1920), comedia en tres actos.
- Fuegos artificiales (1936), comedia musical de Ivo Pelay, estrenada en el Teatro Avenida, junto con Ernesto Famá, Manolita Poli, Sara Watle, Miguel Gómez Bao, Sara Prósperi, Maruja Pais, entre otros.
- Boite rusa (1937), con la "Compañía de Grandes Espectáculos Musicales". con coreografía de Ángel Eleta, junto a Raimundo Pastore, Delfy de Ortega, Rodolfo Zenner, Fina Suárez, Fernando Lamas y Renata Fronzi.
- El Matrero (1945), con Fernando Ochoa, Carmen Valdez y Domingo Sapelli.
- Martín Fierro (1947), reestrenada en el Teatro Presidente Alvear.
- Ya Cayó el Chivo en el Lazo Teatro El Nilo con Adolfo Stray, Jovita Luna, Arturo Palito, Elena Bozán, Héctor Bonatti, Vicente Formi, Eduardo De Labar y Lucila Sosa.
- Joven, Viudo y Oligarca (1947).
- Soy un plato volador (1948)
- El vivo vive del zonzo (1954) , de Antonio Botta y Marcos Bronenberg, con Iván Grondona, María Esther Paonessa y Pepe Ratti.
- Se necesita un sinvergüenza (1950) de Germán Ziclis, en el Teatro El Nacional.[5]
- Sería un loco desvarío/que yo me riera del río (1950)
- Aquí se va a armar la gorda (1950), obra de José de Lucio, presentada en Coliseo Podestá de La Plata.

## Vida privada
Fue pareja del actor uruguayo Paquito Busto, quien anteriormente tuvo un fugaz romance con la actriz Eva Franco. Busto falleció en Buenos Aires el 1 de mayo de 1954 a raíz de un síncope cardíaco mientras hacía un número musical junto a Leonor Rinaldi. Sánchez fallece lunes 18 de mayo de 1970 víctima de una larga dolencia. Sus restos descansan en el panteón de SADAIC de la Asociación Argentina de Actores del Cementerio de la Chacarita.